# Micropholcomma
Micropholcomma là một chi nhện trong họ Micropholcommatidae.